# Салтикове
Салтико́ве — село в Україні, у Дубов'язівській селищній громаді Конотопського району Сумської області. Населення становить 785 осіб.

## Географія
Село знаходиться біля витоків річки Язуча, яка приблизно через 11 км впадає в річку Єзуч, нижче за течією на відстані 1 км розташоване селище Білоусівка. На струмку кілька загат.
Село розташоване за 26 км від райцентру.

## Історія
Датою заснування села вважається травень 1730 року, згідно «Історії Малоросії. Ніжинський полк» за авторством А. М. Лазаревського (дата видання 1893 рік), в 1715 році в селі В'язове був куплений маєток Федором Салтиковим, а в травні 1730 року на землях котрі належали конотопському сотнику Григорію Костенецькому та трьом козакам Фесюку, Косенку та Загородненку, приказчик Салтикова, не маючи на те законних повноважень, самовільно захопив ці землі і заложив слободу Салтикову.
http://resource.history.org.ua/item/0013518
Частина села,Діброва відома ще з часів Катерини ІІ під назвою "Дубровне",в ті часи це та навколишні села належалі сім'ї поміщика генерала царської армії Кирила Черепова, в Дубровному знаходилася економія його сина Андрія Черепова.
З 1869 року Дубровне або Діброва можна відзнайти на картах,.На американській карті 1950-х років поселення Діброва ще позначене як окремий населений пункт Dibrovo. З другої половини XX століття поселення стало частиною села Салтикове.
В XVIII - XIX столітті село відносилося до Гружчанської волості Путивльського повіту Курської губернії
За даними на 1862 рік у власницькій слободі Путивльського повіту Курської губернії мешкало 744 особи (366 чоловіків та 378 жінок), налічувалось 143 дворових господарства, існував селітровий завод.
Станом на 1880 рік у колишній власницькій слободі Гружчанської волості, мешкало 927 осіб, налічувалось 151 дворове господарство, існували 2 лавки.
У 1882 році збудована дерев'яна Петропавлівська церква, яка зберегалась до наших днів.
1902 року в селі була відкрита трикласна церковнопарафіяльна школа. Навчалися в ній переважно хлопчики.

## Населення

### Мова
Розподіл населення за рідною мовою за даними :
| Мова            | Кількість | Відсоток |
| --------------- | --------- | -------- |
| українська      | 766       | 97.58%   |
| російська       | 13        | 1.66%    |
| білоруська      | 1         | 0.13%    |
| румунська       | 1         | 0.13%    |
| інші/не вказали | 4         | 0.50%    |
| Усього          | 785       | 100%     |

## Період Першої світової війни
Багатьох жителів села було мобілізовано до лав царської армії на фронти Першої світової війни

## Період Другої світової війни
389 жителів села пішли на фронт, 239 загинули. Пам'ять про них і про воїнів, які визволяли село 1943 року, увіковічнена в меморіалі Слави, зведеному салтиківцями в 1958 році.

## Радянська доба
В радянський час в селі діяв колгосп «Правда». За ним було закріплено 2856 га сільськогосподарських угідь, у тому числі 1696 га орної землі. За високі виробничі показники 75 трудівників села відзначені урядовими нагородами. Свинарка Білоусівського відділення Дубов'язівського цукрокомбінату С. П. Шепітько 1958 року нагороджена орденом Леніна, а в 1966 році — орденом Трудового Червоного Прапора. Скотарю МТФ2 Литвиненко Миколі Омеляновичу вдалося вигодувати бугая масою понад тонну (1280 кг), чим власне було встановлено рекордний показник з відгодівлі ВРХ.
В селі діяла восьмирічна школа, в якій навчався 301 учень, працювало 26 учителів, також діяв клуб на 200 місць, три бібліотеки, медичний пункт

## Сьогодення

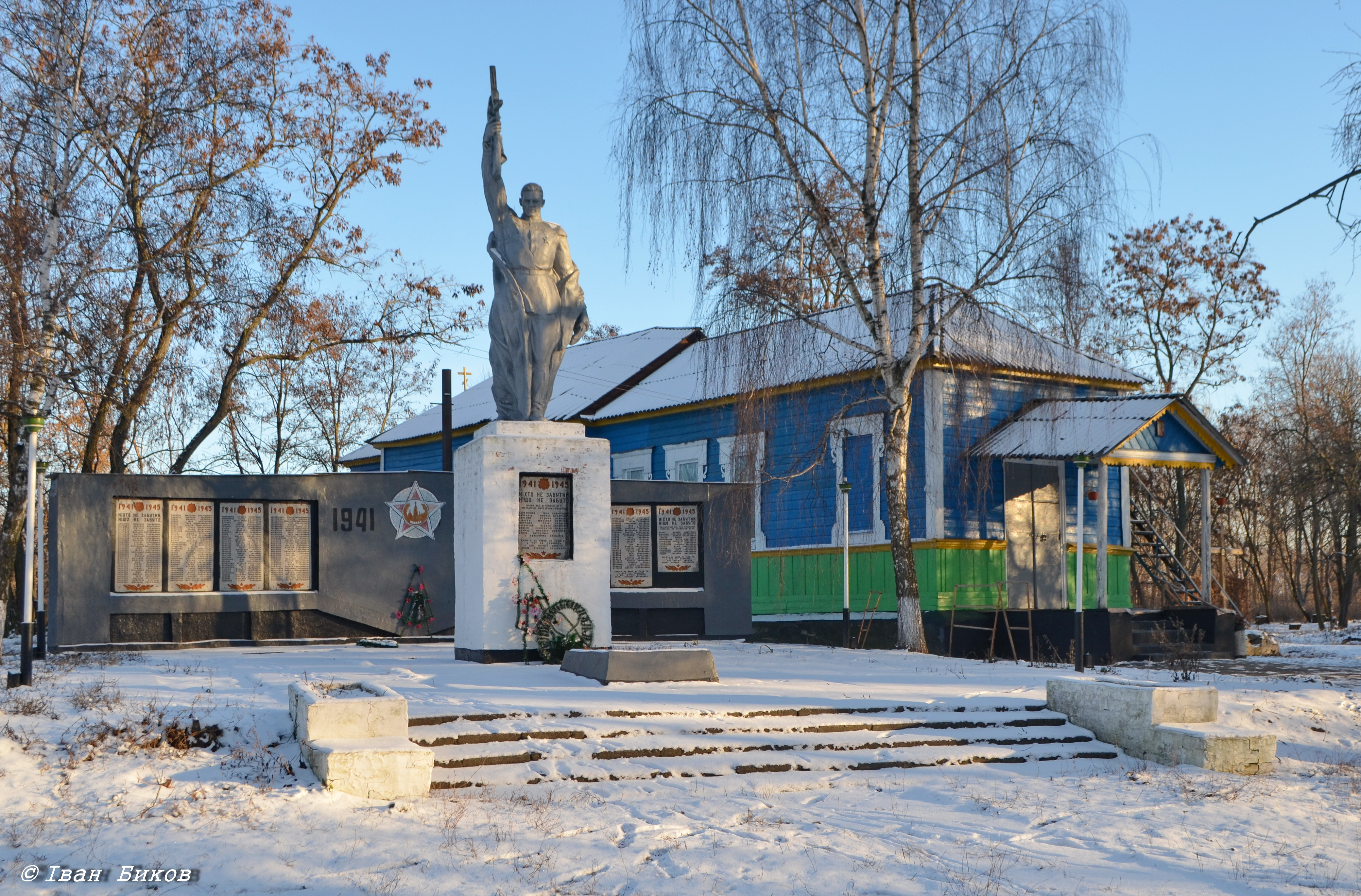
Салтикове. Петропавлівська церква, збудована у 1882 р. Автор фото — Іван Биков

В селі веде господарську діяльність сільськогосподарське підприємство ТОВ АПК «Конотоп», релігійна громада УПЦ МП, фельдшерсько-акушерський пункт, загальноосвітня школа І-Ш ст., сільський Будинок культури, бібліотека, приватні крамниці та поштове відділення.
В селі збереглась історична дерев'яна Петропавлівська церква, збудована у 1882 році у т.з. «єпархіальному» стилі. За часів рядянської влади з церкви зкинули верхи. Наразі церква діюча, потребує реставрації. Пам'яник архітектури місцевого значення № 243-См. Розташована у центрі села, поряд з меморіалом героям ДСВ.